# Al di là delle nuvole
Al di là delle nuvole (bra: Além das Nuvens; prt: Para Além das Nuvens) é um filme ítalo-franco-alemão de 1995, do gênero drama romântico, dirigido por Michelangelo Antonioni e Wim Wenders.